# Cristina Bosch i Arcau
Cristina Bosch i Arcau (El Campell, Llitera, 30 d'agost de 1965) és una política aragonesa, diputada al Parlament de Catalunya en la X legislatura.

## Biografia
Estudià el batxillerat a l'Institut Samuel Gili i Gaya de Lleida, es llicencià en Dret a la Universitat de Saragossa i en Ciències Polítiques a la Universitat Oberta de Catalunya. Des de 1993 és funcionària del Cos Superior de la Generalitat de Catalunya i ha estat directora dels Serveis Territorials de Medi Ambient i Habitatge i directora dels Serveis Territorials d'Agricultura, Ramaderia, Pesca, Alimentació i Medi Natural a Lleida.
També és militant d'Unió Democràtica de Catalunya des de 1991, i des de 2015 en forma part del comitè de govern. Fou escollida diputada per Lleida a les eleccions al Parlament de Catalunya de 2012. Ha estat secretària de la Mesa de la Comissió de Territori i Sostenibilitat, i vicepresidenta de la Mesa de la Comissió de Justícia i Drets Humans del Parlament de Catalunya.